# Chlorek ołowiu(II)
Chlorek ołowiu(II), PbCl
2 – nieorganiczny związek chemiczny, sól ołowiu na II stopniu utlenienia i kwasu solnego.

## Otrzymywanie
Związek ten można otrzymać w reakcji azotanu ołowiu(II) z kwasem solnym:
Pb(NO
3)
2 + 2 HCl → PbCl
2↓ + 2HNO
3
Można go również otrzymać w wyniku elektrolizy roztworu chlorku sodu z użyciem anody ołowianej.
Inną metodą jest reakcja PbO z gazowym HCl:
PbO + 2HCl → PbCl
2 + H
2O
Proces przebiega ilościowo w temperaturze pokojowej, a po zakończeniu reakcji mieszaninę podgrzewa się w celu usunięcia powstałej wody.
Tlenek ołowiu(II) w wodnym roztworze NaCl przekształca się natomiast w tlenochlorek ołowiu(II) o składzie zależnym od stężenia roztworu:
4PbO
(s) + 2NaCl + H
2O ⇌ 3PbO·PbCl
2
(s) + 2NaOH
5PbO
(s) + 2NaCl + H
2O ⇌ 4PbO·PbCl
2
(s) + 2NaOH
Reakcja ta została wykorzystana do produkcji NaOH. Z tlenochlorków ołowiu(II) można odzyskać PbO w wyniku działania Ca(OH)
2. Metoda ta znana jest jako proces Scheelego i została opracowana niezależnie przez Scheelego w roku 1773 i Bergmanna w roku 1775.
Chlorku ołowiu(II) nie można otrzymać poprzez roztwarzanie ołowiu w rozcieńczonym kwasie solnym, gdyż metal pokrywa się nierozpuszczalną warstwą produktu, uniemożliwiającą dalszą reakcję.

## Właściwości
Chlorek ołowiu(II) jest białym lub bezbarwnym ciałem stałym. Jest trudno rozpuszczalny w wodzie: roztwór nasycony w temperaturze pokojowej ma stężenie ok. 1%, a w 100 °C 3,4%. Krystalizuje w układzie rombowym, z rzadko spotykaną strukturą atomu centralnego otoczonego ligandami (atomami chloru) (jedyne inne związki o takiej budowie to α-fluorek ołowiu(II) i bromek ołowiu(II)). Rozpuszcza się w stężonym kwasie solnym z wytworzeniem kwasu tetrachloroołowiowego(II), H
2PbCl
4, natomiast w wodzie hydrolizuje do soli zasadowej, Pb(OH)Cl. Jest związkiem światłoczułym, pod wpływem promieniowania UV rozkłada się z wydzieleniem wolnego ołowiu.